# كولتبه (مهاباد)
قرية كولتبه (بالكردية: کولتەپە) هي إحدى القرى التابعة لـكاني بازار في ريف قسم خليفان من مقاطعة مهاباد، في محافظة أذربیجان الغربیة الإيرانية.

## السكان
حسب إحصاءات سنة 2006، بلغ إجمالي السكان في كولتبه 239 نسمة وعدد المساكن 41 مسكن. لغة سكان كولتبه هي اللغة الكردية و هم من أهل السنة والجماعة والمذهب الشافعي.